# カール9世 (スウェーデン王)
カール9世（Karl IX，1550年10月4日 - 1611年10月30日）は、ヴァーサ王朝のスウェーデン国王（在位：1604年 - 1611年）。1599年から1604年まで摂政。グスタフ1世と2度目の妃マルガレータの子。

## 生涯

### ヨハン3世時代
同母兄ヨハンによる異母兄のスウェーデン王エリク14世廃位に協力した事で、ヨハン3世によりセーデルマンランド公爵に取り立てられた。ヨハン3世がスウェーデンを統治した最中、ポーランド王国との同盟を画策し、ポーランドのヤギェウォ家と婚姻を結んだ事で、1566年に誕生したヨハン3世の子シギスムンドは、1587年にポーランド王ジグムント3世として即位する。シギスムンドはカトリックに改宗しており、プロテスタント国家であるスウェーデンとは相容れず、スウェーデンの王位継承問題にも影を落とすようになった。そうした中でカールはプロテスタントであり、スウェーデンの反カトリック勢力の希望の星とされた。しかしヨハン3世とは良好な間柄であった。

### シギスムンド時代
1592年にヨハン3世が崩御すると、ポーランド王ジグムント3世となっていたシギスムンドはスウェーデン王位を継承した。しかしシギスムンドは、カトリックであり、また、ポーランドを主軸としていた為、叔父であるカールがスウェーデンの執政となった。しかし、スウェーデンではカトリックに改宗したシギスムンドに反感を強め、反カトリック勢力のリーダーとしてカールが祭り上げられる事になった。そしてカールはスウェーデン国王の代行として事実上のスウェーデン統治者となり、カトリック教会と絶縁を宣言するのである。シギスムンドは一旦はこれを認めたものの、両者の対立は避けられぬものとなり、1598年、シギスムンドはスウェーデンに上陸し、カールの統治権を剥奪した。
ここに至りカールは反乱軍を組織し、ストックホルム南方リンシェーピングで両者は開戦した。結果、カールはシギスムンドを破り、スウェーデンから追放してスウェーデン王位を剥奪した。翌1599年、カールはスウェーデンの摂政に任命されたが、事実上のスウェーデンの君主となった。
対外的には、1590年からのロシア・スウェーデン戦争に敗れ、1595年にリヴォニア戦争で得たエストニア以外の獲得地をロシアに返還する事となった。こうした事は、ポーランドとスウェーデンとの分裂の間隙をロシア側から突かれた結果であり、カールは後に国王となると、再びバルト地方やロシア方面への勢力の伸張を図る事となる。

### 国王時代
1600年、シギスムンドに協力した勢力に対し粛清（リンシェーピングの血浴）を行い、カトリック勢力を一掃した。そしてスウェーデンはルター派を国教と定め、ヴァーサ朝によるスウェーデンの統治権を確立する。国内の問題を解決したカールは、1604年、シギスムンドの異母弟フィンランド公ヨハンと協定を結び王位継承を辞退させたうえで、兄ヨハン3世と同じ様にスウェーデン王位の簒奪によって即位した。なお、カールが9世として即位したのはスウェーデンの伝承・「ゴート起源説」の正当化の為である。8世以前には明確なスウェーデン王カールが存在していた訳ではない。いずれにしろスウェーデン政府は、諸々の正当化を行いつつも結果として独立を維持することとなった。
カール9世はホルシュタイン＝ゴットルプ公女クリスティーナと結婚し、4人の子を儲けた。その1人が後のスウェーデン王グスタフ2世アドルフである。なお、カール9世のもう1人の息子カール・フィリップは、ロシア内乱（大動乱）において、ノヴゴロドでツァーリに推戴されている。
その他、前妻アンナ・マリア（プファルツ選帝侯ルートヴィヒ6世の娘）との子を含めて10子が生まれている。その1人、前妻の娘カタリーナはヴィッテルスバッハ家傍流のプファルツ＝クレーブルク公ヨハン・カジミールと結婚したが、その子カール・グスタフは、後にスウェーデン王位を継承した。
スウェーデン王となったカール9世であったが、その治世はままならなかった。国王自身が病に冒され、近隣のロシア、ポーランド、デンマークとも対立の極みにあった。ロシアは内戦となり、デンマークはスウェーデンの独立を認めず、ポーランド王家はスウェーデン王位を主張し続けていた。カール9世はスウェーデンを大国化させる事に腐心したが、ポーランドとの戦いでは惨敗を喫した（1605年、リヴォニア侵攻）。スウェーデンの財政は厳しく、軍事力も弱体化していたのである。
諸問題を抱える中で、カール9世は幼きグスタフ・アドルフに強い期待を抱き、帝王教育を施し、10歳にして国政に参画させた。カール9世は晩年にロシアの内戦（大動乱）にスウェーデンを参戦させる中で崩御し、すでにスウェーデン軍を率いていたグスタフ・アドルフが17歳で王位を継承した。

## 子女
1579年、プファルツ選帝侯ルートヴィヒ6世の娘アンナ・マリアと結婚、6人の子を儲けた。
- マルガレータ・エリザベト（1580年 - 1585年）
- エリサベト・サビーナ（1582年 - 1585年）
- ルドヴィグ（1583年）
- カタリーナ（1584年 - 1638年） - プファルツ＝クレーブルク公ヨハン・カジミールと結婚、カール10世の母。
- グスタフ（1587年）
- カール（1588年 - 1589年）

1592年、ホルシュタイン＝ゴットルプ公アドルフの娘クリスティーナと再婚。4人の子を儲けた。
- クリスティーナ（1593年 - 1594年）
- グスタフ2世アドルフ（1594年 - 1632年）
- マリア・エリサベト（1596年 - 1618年） - 従兄のエステルイェートランド公ヨハンと結婚
- カール・フィリップ（1601年 - 1622年） - セーデルマンランド公、ツァーリ僭称者

## 関連文献
- Bain, Robert Nisbet (1911). "Charles IX., King of Sweden" . In Chisholm, Hugh (ed.). Encyclopædia Britannica (英語). Vol. 5 (11th ed.). Cambridge University Press. p. 927.
- Ripley, George; Dana, Charles A., eds. (1879). "Charles IX., King of Sweden" . The American Cyclopædia (英語). Vol. IV. pp. 302–303.

| 爵位・家督        | 爵位・家督                     | 爵位・家督               |
| ----------------- | ------------------------------ | ------------------------ |
| 先代 シギスムンド | スウェーデン王 1604年 - 1611年 | 次代 グスタフ2世アドルフ |